# Aguirre (banda)
Aguirre se formó en el año 1990, tras la despedida del famoso grupo Virus en River Plate, cuando se juntaron en un proyecto paralelo Mario Serra, Pablo Tapia, Marcelo Moura y Alejandro Fernández Lecce. El nombre de la banda estaba inspirado en “Aguirre, la ira de Dios”, una película clásica del director Werner Herzog. Aguirre debuta en el Barco Francés Cargo el 14 de julio de 1992, en el puerto de Buenos Aires, con Zeta Bosio en el Bajo. Saltan a la fama luego de ser conocidos en distintos lugares de Argentina, como el estadio Obras, siendo teloneros de Marillion el 26 de septiembre de 1992, y de Midnight Oil el 29 de marzo de 1993, Cemento, The Roxy, Federación de Box, Usina del Arte, Teatro Auditórium de Mar del Plata, La Locomotiv, de Montevideo, y otros.Tocaron de teloneros de Paralamas do Susceso, en La Plata, ante 120.000 personas. Su primer disco Aguirre fue grabado en el año 1992 con la producción de Zeta Bosio, para Sony Records. Lo grabaron en los estudios Supersónico de Soda Stereo, y Masterizado en Miami, y participaron muchos músicos invitados y amigos como Gustavo Cerati, Julio Moura, Daniel Sbarra, Tweety Gonzalez, Ricardo Serra y Alfredo Peria. 
El éxito de este disco fue “El camión” de un estilo pop rock y estribillo pegadizo, que contó con una gran difusión en las radios argentinas. Este tema también contó con un video musical en el cual los integrantes de la banda tocaban y se intercalaba con secuencias en las que aparecía un camionero conduciendo. Una particularidad fue el aporte de Marcelo Moura en la voz, en la canción "Calchaqui".
Ese mismo año, presentan en vivo tres temas del disco en “Hacelo por mí”, el programa de Mario Pergolini, y en otros programas televisivos argentinos  y uruguayos: “El camión”, “Caravana” y “Ruge Hawaii”. El primero contó además con una presentación en playback.
En 1993 se graba "Frente al zoo", en los míticos Estudios TNT,  con invitados como Hilda Lizarazu, Augusto Colella, Pablo Alvarado y Daniel Sbarra. Tanto Augusto Colella en Bajo, y Pablo Alvarado en guitarras, integran la banda, tocando hasta 1994. En 1994, Marcelo Moura dejó la banda, quedando entonces  desde 1995, como músicos estables Ricardo Serra (guitarra) y Claudio Di Lorenzo (bajo). Serra  era invitado permanente en los espectáculos en vivo. Bajo esta formación graban el tercer álbum que seguiría la línea del primer disco pero con una presencia más fuerte de las guitarras sobre los teclados.
En el año 1995, luego de que Alejandro Fernández Lecce dejara la banda, para iniciar su carrera solista, se edita el álbum Aguirre 3 que marcaría una desvío hacia un estilo netamente roquero.
Para el año 1996 grabaron un nuevo disco, bautizado A lo indio, en honor a un fan club que tenía la banda, pero a falta de apoyo por parte de la discográfica, nunca se editó. 
Para el año 1997 realizaron una particular gira a bordo de la barcaza Jacare II por el río Paraná, con el nombre de ``La ira del rock´´, parodiando la película Aguirre la ira de Dios. Tocaron en San Nicolás, Baradero, Rosario, Zárate y San Pedro y dieron un recital en el Centro Cultural Recoleta. Para la ocasión se vestirían de conquistadores españoles, y en una especie de ópera recrearían las anécdotas del conquistador Don Lope de Aguirre con una importante puesta en escena, una teatralización en tono humorístico y la participación del poeta under Fernando Noy Capilla. El despliegue resultaría caótico, ruidoso pero impactante. Poco tiempo después Aguirre se separó, por problemas internos.
En 2004 Mario y Ricardo Serra forman Sabios, un proyecto mantenido medianamente en secreto. Cuando Ricardo deja la banda, se une Pablo Tapia y cambian de nombre a 1000 Watts, proyecto musical, de rock n’ roll, que conforman Mario Serra y Pablo Tapia junto a Cucu Passaro y Pablo Rica (que ya había formado parte de Sabios). Alejandro Fernández Lecce sigue editando en distintos Sellos del exterior, contando con más de 250 trabajos editados, en tango electrónico, lounge y trip hop.

## Formación
Primera formación 1989-1992 
 
Marcelo Moura: Teclados, segunda voz y coros.
 
Mario Serra: Batería y percusión.
 
Pablo Tapia: Voz líder y coros. 

Formación 1992-1993 
 
Pablo Tapia: Voz líder, percusión y coros.
 
Marcelo Moura: Teclados, voz y coros.
 
Mario Serra: Batería y percusión.
 
Pablo Alvarado: Guitarra.
 
Augusto Colello: Bajo.
 
Alejandro Fernandez Lecce: Teclados y coros.

Formación 1993-1994 
 
Pablo Tapia: Voz líder y coros.
 
Mario Serra: Batería y percusión.
 
Alejandro Fernández Lecce: Teclados.
 
Claudio Di Lorenzo: Bajo.
 
Ricardo Serra: Guitarra.

Formación 1994-1996 
 
Pablo tapia: Voz líder y coros.
 
Mario Serra: Batería.
 
Ricardo Serra: Guitarra y coros.
 
Claudio di Lorenzo: Bajo y coros.

## Discografía

### Álbumes de estudio
- Aguirre (1992)
- Frente al zoo (1993)
- Aguirre III (1995)

### Álbumes inéditos
- A lo indio (1996)